# Elachistocleis piauiensis
Elachistocleis piauiensis é uma espécie de anfíbio da família Microhylidae.
É endémica do Brasil.
Os seus habitats naturais são: savanas áridas, savanas húmidas, matagal árido tropical ou subtropical, campos de gramíneas subtropicais ou tropicais secos de baixa altitude, marismas intermitentes de água doce, terras aráveis, pastagens, jardins rurais e lagoas.
Está ameaçada por perda de habitat.